# Nationalliga A (Eishockey) 1940/41
Die Saison 1940/1941 war die dritte reguläre Austragung der Nationalliga A, der höchsten Schweizer Spielklasse im Eishockey. Die Vorjahresspielzeit war aufgrund der kriegsbedingten Mobilisierung der Schweizer Armee ausgefallen. Der HC Davos wurde nach vier Spieltagen Schweizer Meister.

## Modus
Jede der fünf Mannschaften spielte einmal gegen jeden Gruppengegner, wodurch die Gesamtanzahl der Spiele pro Mannschaft vier betrug. Meister wurde der Gewinner der Hauptrunde. Für einen Sieg erhielt jede Mannschaft zwei Punkte, bei einem Unentschieden einen Punkt. Bei einer Niederlage erhielt man keine Punkte.

## Abschlusstabelle
| Pl. | Team                | Sp. | S | U | N | Tore  | Pkt. |
| --- | ------------------- | --- | - | - | - | ----- | ---- |
| 1.  | HC Davos            | 4   | 4 | 0 | 0 | 23:04 | 8    |
| 2.  | Zürcher SC          | 4   | 3 | 0 | 1 | 15:02 | 6    |
| 3.  | SC Bern             | 4   | 1 | 1 | 2 | 01:06 | 3    |
| 4.  | Grasshopper-Club    | 4   | 1 | 0 | 3 | 08:20 | 2    |
| 5.  | Montchoisi Lausanne | 4   | 0 | 1 | 3 | 03:18 | 1    |

Der HC Davos dominierte die Liga mit vier Siegen in vier Spielen bei einem Torverhältnis von 23:4 und gewann damit den 13. Schweizer Meistertitel der Vereinsgeschichte. Aufgrund einer Ligaerweiterung zur folgenden Spielzeit gab es keinen Absteiger.